# Malayozodarion hoiseni
Malayozodarion hoiseni is een spinnensoort in de taxonomische indeling van de mierenjagers (Zodariidae).
Het dier behoort tot het geslacht Malayozodarion. De wetenschappelijke naam van de soort werd voor het eerst geldig gepubliceerd in 2008 door Hirotsugu Ono & Hashim.